# 施约瑟浅文理译本
施约瑟浅文理译本，是施约瑟在十九世纪末翻譯的浅文理新舊約聖經，是浅文理译本中水平较高的一个译本。

## 簡介
施约瑟本是犹太人，在德国求學期間改信基督教，後移居美國就讀神學。之后来到中国传福音。他先在19世纪70年代翻译了北京官话旧约全书。后来他生病回到美国后，决定将圣经翻译成文言文，以满足广大读书人的需要。但他主张将 God 翻译成“天主”，因他觉得"上帝"是古人所拜偶像之名，而“神”又太笼统。1898年由私人出资，在日本出版新约，1899年，私人出资，出版摩西五经，都是作为试探性的版本；1902年，美国圣经公会出版他的新旧约 。施约瑟在翻译这部圣经期间，身患中风，只能用两个指头打字，因此此译本又被称为“二指版”圣经。